# True Blood (7.ª temporada)
A sétima temporada de True Blood estreou em 2014.

## Episódios
| Temporada # | Total # | Título                            | Dirigido por  | Escrito por | Estreia              | Audiência em milhões (EUA) |
| --- | ------- | --------------------------------- | ------------- | ----------- | -------------------- | -------------------------- |
| 1 | 71      | "Jesus Gonna Be Here"             | Stephen Moyer | Alan Ball   | 22 de junho de 2014  | 4.03                       |
| Um bando de malfeitores H vamps trava o misturador vampiro-humano em Bellefleur de, com resultados chocantes. Como Sookie busca refúgio de acusações de que ela é de alguma forma a culpa para o caos em Bon Temps, "um vampiro para todos os seres humanos" plano avança. Em face de uma insurreição vigilante liderada por Vince caipira, Bill recebe ajuda de uma fonte inesperada. |         |                                   |               |             |                      |                            |
| 2 | 72      | "I Found You"                     | -             | Alan Ball   | 29 de junho de 2014  | ASA                        |
| Um trio de reféns no ataque do Bellefleur olha para um rosto familiar como um possível libertador dos H-vampiros. Sookie e Jason visitar a cidade vizinha de São Alice, onde diário de uma jovem mulher oferece pistas sobre o destino potencial de Bon Temps. Rejeitado por Lafayette, um desesperado Lettie Mae vira para Willa para canalizar o seu passado familiar. Vince chicoteia seus companheiros vigilantes em um frenesi perigoso. Busca de Pam para seu criador a leva a um lugar muito familiar. |         |                                   |               |             |                      |                            |
| 3 | 73      | "Fire in the Hole"                | -             | -           | 6 de julho de 2014   | ASA                        |
| Sookie inventa um plano perigoso para derrotar os vampiros infectados com Hep-V, ainda que Vince e o seu grupo de vigilantes armados sejam uma ameaça igualmente grave. Lafayette droga-se com James; Jason pensa num futuro familiar com Violet; Willa é forçada a encontrar um novo lugar para viver; Sarah Newlin fala do seu passado. Pam dá a Eric uma razão convincente para regressar a Louisiana - e para voltar a ser o vampiro que ele era.                                                         |         |                                   |               |             |                      |                            |
| 4 | 74      | "Death Is Not the End"            | -             | -           | 13 de julho de 2014  | ASA                        |
| No rescaldo de mais um banho de sangue, Sam, Sookie e Jason são os portadores de más notícias em Bon Temps. Pam recorda os acontecimentos que a levaram e a Eric para Shreveport e o Fangtasia. Bill e Jessica conseguem alimento de fontes inesperadas. Seguindo uma nova pista, Sookie organiza um grupo de vampiros e humanos para procurar os vampiros infectados com Hep-V. |         |                                   |               |             |                      |                            |
| 5 | 75      | "Lost cause"                      | -             | -           | 20 de julho de 2014  | ASA                        |
| Cansada pelos últimos acontecimentos, Sookie, relutantemente, é a anfitriã de uma festa de mainstreaming em Bon Temps. Em busca de um adversário esquivo, Eric e Pam vão para Dallas para participar numa angariação de fundos. Andy toma uma decisão que poderá mudar a sua vida; Jessica e James encontram-se numa encruzilhada; Bill "perde-se" em memórias da sua vida humana. |         |                                   |               |             |                      |                            |
| 6 | 76      | "Karma"                           | -             | -           | 27 de julho de 2014  | ASA                        |
| A Hep-V contraída por Bill está se manifestando em seu corpo de uma forma bastante peculiar. Enquanto isso, Sookie afirma que ainda sente a presença de Bill em si, ou seja, que ele ainda está no seu sangue. Já Jason decide terminar seu namoro, porém tudo indica que essa não será uma tarefa fácil. As cenas abaixo ainda revelam Jessica ao ataque, ao mesmo tempo em que Eric e Pam se tornam reféns e passam por uma situação bastante complicada.                                                   |         |                                   |               |             |                      |                            |
| 7 | 77      | "May Be The Last Time"            | -             | -           | 3 de agosto de 2014  | ASA                        |
| 8 | 78      | "Getting Closer... to the Ground" | -             | -           | 10 de agosto de 2014 | ASA                        |
| 9 | 79      | "Love is to die"                  | -             | -           | 17 de agosto de 2014 | ASA                        |
| 10 | 80      | "Thank you"                       | -             | -           | 24 de agosto de 2014 | ASA                        |